# سمامة هيمالية
سمامة هيمالية (الاسم العلمي: Aerodramus brevirostris) هو نوع من فصيلة سمامة.